# Миноносцы типа 1935
Миноносцы типа 1935 — тип миноносцев (нем. torpedoboot), состоявший на вооружении ВМС Германии (кригсмарине) в 1939 — 1945 гг. Всего на верфях DeschiMAG (Бремен) и F. Schichau (Эльбинг) было построено 12 единиц данного типа.

## Конструкция

схема

Миноносцы типа 1935 разрабатывались как своеобразные лидеры торпедных катеров или как собственно торпедные катера дальнего действия и не имели аналогов в других флотах. Вооружение кораблей, в силу предназначения, имело явный перекос в сторону торпедного в ущерб артиллерийскому (всего 1 105-мм орудие для ретирадной стрельбы при 6 ТА). Оборудовались котлами Вагнера на паре высоких параметров (70 атм, 460°С). Корабли оказались перегруженными и реальная скорость не превышала 34,5 узла. Миноносцы типа 1935, несмотря на активное участие во Второй мировой войне, по своему прямому назначению практически не использовались.

## Список миноносцев типа[1]
| Название | Верфь-строитель       | Дата закладки | Дата спуска на воду | Дата вступления в состав флота | Дата вывода из состава флота/гибели | Судьба |
| -------- | --------------------- | ------------- | ------------------- | ------------------------------ | ----------------------------------- | --- |
| Т-1      | F. Schichau (Эльбинг) | 14.11.1936    | 17.2.1938           | 1.12.1939                      | 10.4.1945                           | Погиб во время воздушного налета на Киль |
| Т-2      | F. Schichau (Эльбинг) | 14.11.1936    | 7.4.1938            | 2.12.1939                      | 29.7.1944                           | Погиб во время налета амер. бомбардировщиков на Бремен; поднят 27.9.1944, но не восстановлен |
| Т-3      | F. Schichau (Эльбинг) | 14.11.1936    | 23.6.1938           | 3.2.1940                       | 14.3.1945                           | Потоплен 18.9.1940 в Гавре брит, авиацией; поднят в январе 1941 г., вновь введён в строй 12.12.1943. Погиб в Данцигской бухте на минах, поставленных советской ПЛ Л-21 |
| Т-4      | F. Schichau (Эльбинг) | 29.12.1936    | 15.9.1938           | 27.5.1940                      | 1945                                | Передан Великобритании в 1945, продан Дании в 1948 |
| Т-5      | DeschiMAG (Бремен)    | 30.12.1936    | 22.11.1937          | 23.1.1940                      | 14.3.1945                           | Погиб в Данцигской бухте на минах, поставленных советской ПЛ Л-21 |
| Т-6      | DeschiMAG (Бремен)    | 3.1.1937      | 16.12.1937          | 30.4.1940                      | 7.10.1940                           | Погиб на брит. минах у побережья Шотландии |
| Т-7      | DeschiMAG (Бремен)    | 20.8.1937     | 18.6.1938           | 20.12.1939                     | 29.7.1944                           | Погиб во время налета амер. бомбардировщиков на Бремен; поднят 25.10.1944, но не восстановлен |
| Т-8      | DeschiMAG (Бремен)    | 28.8.1937     | 10.8.1938           | 8.10.1939                      | 3.5.1945                            | Поврежден брит. авиацией в Кильской бухте и затоплен экипажем |
| Т-9      | F. Schichau (Эльбинг) | 24.11.1936    | 3.11.1938           | 4.7.1940                       | 3.5.1945                            | Поврежден брит. авиацией в Кильской бухте и затоплен экипажем |
| Т-10     | F. Schichau (Эльбинг) | 24.11.1936    | 19.1.1939           | 5.8.1940                       | 18.12.1944                          | Потоплен брит. бомбардировщиками в Данциге |
| Т-11     | DeschiMAG (Бремен)    | 1.7.1938      | 1.3.1939            | 24.5.1940                      | 1945                                | передан Великобритании в 1945, в 1946 г. передан Франции («Bir Hakeim») |
| Т-12     | DeschiMAG (Бремен)    | 20.8.1938     | 12.4.1939           | 3.7.1940                       | 1945                                | Передан по репарациям СССР в 1946 («Подвижный»). В 1950-е годы, после аварии силовой установки, назначен опытовым судном и переименован в «Кит». Использовался для испытаний радиологического оружия на островах Ладожского озера . В конце 1950-х вместе с остатками опасных веществ в трюмах был брошен полузатопленным на мелководье в ладожских шхерах. Поднят в 1991 году, в том же году по внутренним водным путём доставлен на полигон Новая Земля к месту долговременного хранения. |